# Franconia (Nuevo Hampshire)
Franconia es un pueblo ubicado en el condado de Grafton en el estado estadounidense de Nuevo Hampshire. En el Censo de 2010 tenía una población de 1.104 habitantes y una densidad poblacional de 6,46 personas por km².

## Geografía
Franconia se encuentra ubicado en las coordenadas 44°10′38″N 71°37′7″O / 44.17722, -71.61861. Según la Oficina del Censo de los Estados Unidos, Franconia tiene una superficie total de 170.92 km², de la cual 170.11 km² corresponden a tierra firme y (0.47 %) 0.81 km² es agua.

## Demografía
Según el censo de 2010, había 1.104 personas residiendo en Franconia. La densidad de población era de 6,46 hab./km². De los 1.104 habitantes, Franconia estaba compuesto por el 97.37 % blancos, el 0 % eran afroamericanos, el 0.18 % eran amerindios, el 0.91 % eran asiáticos, el 0 % eran isleños del Pacífico, el 0.18 % eran de otras razas y el 1.36 % pertenecían a dos o más razas. Del total de la población el 0.72 % eran hispanos o latinos de cualquier raza.